# سافيو سوزا
سافيو سوزا هو لاعب كرة قدم ومدرب كرة قدم برازيلي، ولد في 7 مارس 1977 في بارنايبا في البرازيل. شارك مع منتخب بيرو لكرة قدم الصالات. أما مع النوادي، فقد لعب مع Ferroviário Atlético Clube (AL) ‏.